# Brandsta City Släckers
Brandsta City Släckers är en musikgrupp från Helsingborg i Sverige.
Gruppen bildades 1994 och har deltagit i Melodifestivalen två gånger; 2002 med sången "Kom och ta mig", vilken de är mest kända för, och 2003 med sången "15 minuter".
Alla medlemmar, utom Ulf Johansson som är musiklärare, är brandmän. Brandsta City Släckers har uppträtt klädda som brandmän. Flera av deras texter har en koppling till brandmän.
Bandet började som deltagare i amatörtävlingen företagsrock i Helsingborg

## Bandet
- Glenn Borgkvist – sång
- Mats Nilsson – gitarr, körsång
- Ulf Johansson – basgitarr, stämsång
- Olle Östberg – keybord, körsång
- Tom Börjesson – trummor, körsång

## Diskografi

### Album
- 1999 – En riktig man (Start Klart Records).[1]
- 2001 – Leka med elden (Start Klart Records).[2]
- 2002 – Rök'n'roll (Start Klart Records).[3]
- 2003 – 15 minuter (Start Klart Records).[4]

### EP
- 1995 – Brandsta City Släckers (Jolly Roger Records).[5]

### Singlar
- 1999 – Gårdagens hjältar (Start Klart Records).[6]
- 1999 – Vem kan släcka ett brinnande hjärta (Start Klart Records).[7]
- 2002 – Kom och ta mig (Start Klart Records).[8]
- 2003 – SommarHits! (Start Klart Records).[9]
- 2003 – 15 minuter (Start Klart Records).[10]
- 2006 – Faller (Start Klart Records).[11]

- Jag vill bara ha dig av tomten (Start Klart Records).[12]